# Berzy-le-Sec
Berzy-le-Sec é uma comuna francesa na região administrativa de Altos da França, no departamento de Aisne. Estende-se por uma área de 11,69 km². Em 2010 a comuna tinha 392 habitantes (densidade: 33,5 hab./km²).